# Sylvaine Marguier
Sylvaine Marguier, née le 12 mars 1955 à Strasbourg, est une écrivain vaudoise.

## Biographie
Originaire de Maracon et de France, Sylvaine Marguier fait ses études en Afrique de l'Ouest et en France, avant de s'installer en Suisse en 1980. 
Pour Le mensonge, son premier roman publié chez Bernard Campiche, Sylvaine Marguier reçoit le Prix Georges-Nicole 1997. Cette œuvre raconte l'impossible rencontre entre un homme et une femme, depuis les commencements hasardeux à Vérone jusqu'à la tragédie finale au bord du Rhône. En 2003, Sylvaine Marguier publie chez le même éditeur Miracle des jours vaste fresque historique relatant le voyage à Jérusalem de M. et Mme de Gasparin en 1847-1848 au travers du regard de leurs domestiques.
Sylvaine Marguier vit actuellement à Genève.

## Sources
- « Sylvaine Marguier », sur la base de données des personnalités vaudoises sur la plateforme « Patrinum » de la Bibliothèque cantonale et universitaire de Lausanne.
- Anne-Lise Delacrétaz, Daniel Maggetti, Écrivaines et écrivains d'aujourd'hui, p. 248
- sites et références mentionnés